# Розе, Яков Янович
Яков Янович Розе (латыш. Jēkabs Roze; 1924 — ?) — механик колхоза «Сарканайс Октобрис». Герой Социалистического Труда (1971).

## Биография
Родился в 1924 году в деревне Няньковичи (ныне Демидовский район, Смоленская область). По национальности — латыш. Имел неоконченное среднее образование.
В Красной армии с июля 1942 года. Участвовал в Великой Отечественной войне, во время которой получил ранения. По состоянию на декабрь 1944 года гвардии сержант Яков Розе был командиром отделения стрелковой роты в 121-м гвардейском стрелковом полку (43-й гвардейская Латышская стрелковая дивизия. 28 декабря 1944 года был награждён орденом Славы 3-й степени.
В 1947 году был назначен заведующим нефтебазой, а затем был бригадиром тракторной бригады. С 1953 года был членом Коммунистической партии Советского Союза.
С 1958 года и до выхода на пенсию был механиком производственного участка колхоза «Сарканайс Октобрис» (Цесисский район, Латвийская ССР; ныне — Раунский край, Латвия). За успехи в семилетки (1959—1965), был награждён орденом Трудового Красного Знамени.
Указом Президиума Верховного Совета СССР от 8 апреля 1971 года за выдающиеся успехи, достигнутые в развитии сельскохозяйственного производства и выполнении пятилетнего плана продажи государству продуктов земледелия, Якову Яновичу Розе было присвоено звание Герой Социалистического Труда с вручением ордена Ленина и золотой медали «Серп и Молот».
Избирался депутатом в Верховный Совет Латвийской ССР с 8-го по 10-й созывы (1971—1985). Был членом центрального комитета коммунистической партии Латвии. Также избирался членом Цесисского районного комитета коммунистической партии Латвии.
Проживал в Раунской волости (Раунский край, Латвия). По имеющемуся источнику дальнейшая судьба не прослеживается.

## Награды
Яков Розе имел следующие награды:
- Герой Социалистического Труда (8 апреля 1971, орден Ленина — № 395068 и медаль «Серп и Молот» — № 18159);
- Орден Отечественной войны 2-й степени (11 марта 1985);
- Орден Трудового Красного Знамени (1 октября 1965);
- Орден Славы 3-й степени (28 декабря 1944);
- Медаль «За трудовое отличие» (15 февраля 1958);
- Заслуженный работник сельского хозяйства Латвийской ССР.